# Albena (entreprise)
Albena est une entreprise bulgare. Il s'agit d'une entreprise spécialisée dans le secteur du tourisme, opérant principalement des hôtels et des restaurants. Elle possède notamment des complexes hôteliers sur la mer Noire.